# Châtenoy (Seine-et-Marne)
Châtenoy település Franciaországban, Seine-et-Marne megyében. Lakosainak száma 157 fő (2022. január 1.). Châtenoy Chevrainvilliers, Ormesson, Aufferville és Faÿ-lès-Nemours községekkel határos.

## Népesség
A település népességének változása:
| Lakosok száma | 166  | 175  | 174  | 168  | 165  | 163  | 161  | 159  | 157  |
|               | 2013 | 2015 | 2016 | 2017 | 2018 | 2019 | 2020 | 2021 | 2022 |